# Rosie White
Rosemary „Rosie“ Eleanor Florence White (* 6. Juni 1993 in Auckland, Neuseeland) ist eine neuseeländische Fußballspielerin. Die Offensivspielerin gehört seit 2009 zum Kader der neuseeländischen Nationalmannschaft.

## Karriere

### Vereine
White lief in ihrer Heimat für die Mannschaften von Three Kings United, Lynn-Avon United und den Western Springs AFC auf. Zudem spielte sie während ihres Studiums von 2011 bis 2014 für die UCLA Bruins. 2015 wechselte sie zum amtierenden englischen Meister FC Liverpool, der den Erfolg in der Saison 2015 aber nicht wiederholen konnte und knapp dem Abstieg entging. In der UEFA Women’s Champions League 2015/16 scheiterte sie mit Liverpool im Sechzehntelfinale durch zwei 0:1-Niederlagen am italienischen Vizemeister ACF Brescia, wobei sie in beiden Spielen eingesetzt wurde. Nach einer weiteren Saison in Liverpool wechselte White vor der Saison 2017 zu den Boston Breakers und folgte somit ihrem ehemaligen Trainer in Liverpool, Matt Beard. Nach einem Jahr ging es weiter zu den Chicago Red Stars, da im Januar 2018 die Mannschaft der Boston Breakers aus finanziellen Gründen vom Spielbetrieb zurückgezogen wurde.

### Nationalmannschaft
White erzielte bei der U-17-Fußball-Weltmeisterschaft der Frauen 2008 gegen Kolumbien sowie zwei Wochen später bei der U-20-Fußball-Weltmeisterschaft der Frauen 2008 gegen Chile je einen Hattrick. Bei der U-20-Fußball-Weltmeisterschaft der Frauen 2010 spielte sie in allen drei Gruppenspielen und erzielte gegen Brasilien ein Tor. 2010 erhielt sie den Goldenen Schuh, da sie bei der U-20-Fußball-Ozeanienmeisterschaft der Frauen neun Tore in drei Spielen erzielte, dabei allein fünf Tore beim 11:0 gegen Tonga. Zwei Jahre später wurde sie mit acht Toren erneut beste Torschützin der U-20-Ozeanienmeisterschaft.
Schon während ihrer Zeit als Juniorinnennationalspielerin wurde sie für die A-Nationalmannschaft nominiert. Am 10. Januar 2009 spielte sie erstmals im Trikot der neuseeländischen Nationalmannschaft. Mit 15 Jahren war sie damit die jüngste Spielerin, die je in der Nationalmannschaft aktiv war. Ihr erstes Nationalmannschaftstor schoss sie bei der Ozeanienmeisterschaft 2010 gegen Vanuatu. Zehn Tage später, am 8. Oktober 2010 gelangen ihr beim 11:0 im Finale gegen Papua-Neuguinea vier Tore. Mit insgesamt sechs Toren war sie viertbeste Torschützin der Meisterschaft und wurde nur von drei Mitspielerinnen übertroffen. Vier Jahre später erzielte sie zwar nur drei Tore, wurde aber als beste Spielerin der Fußball-Ozeanienmeisterschaft der Frauen 2014 ausgezeichnet. Sie nahm mit Neuseeland an der WM 2011 teil, wo sie in zwei Spielen eingesetzt wurde, an den Olympischen Spielen 2012 (3 Einsätze) und der WM 2015 (2 Einwechslungen), blieb dabei aber immer ohne Torerfolg.  Im Juli 2016 wurde sie in das Aufgebot für die Olympischen Spiele 2016 aufgenommen. Beim olympischen Turnier wurde sie in zwei der drei Gruppenspiele eingewechselt, nach denen die Neuseeländerinnen als schlechtester Gruppendritter ausschieden. Bei der Fußball-Ozeanienmeisterschaft der Frauen 2018 war sie mit sechs Toren eine der drei drittbesten Torschützinnen. Die Neuseeländerinnen gewannen das Turnier mit fünf Siegen und erzielten dabei 43 Tore. Damit qualifizierten sie sich für die WM 2019 und die Olympischen Spiele 2020. Ende April wurde sie für die WM in Frankreich nominiert. Am 17. Mai machte sie bei der 0:5-Niederlage gegen die USA ihr 100. Länderspiel. Bei der WM kam sie in den drei Gruppenspielen zum Einsatz nach denen Neuseeland ausschied.

## Erfolge
- Ozeanienmeister: 2010, 2014 und 2018
- W-League-Meister: 2013 (Pali Blues)
- Torschützenkönigin beim Zypern-Cup 2017

## Auszeichnungen
- 2008: NZF Nachwuchsspielerin des Jahres
- 2008: Fußballerin des Jahres der Oceania Football Confederation
- 2009: NZF Nachwuchsspielerin des Jahres
- 2014: Goldener Ball als beste Spielerin der Fußball-Ozeanienmeisterschaft der Frauen 2014